# Felsőmű
A felsőmű vagy németül Oberwerk az orgona az orgonaszekrény legmagasabb pontján elhelyezett műve, azaz szerkezeti egységet alkotó regisztercsoportja.
Az orgonának ez a műve a 15. században alakult ki: a főmű lett kettéosztva, mégpedig két egymással összetartozó, hangzásukban elkülönülő részre. Mint az elnevezéséből is látszik, ezt a századok során egyre inkább önállósuló művet a főmű fölé helyezték el; így lett a felsőmű ténylegesen az orgona legmagasabban elhelyezett műve. Halkabb regiszterei révén jól összeolvad főleg a főmű regisztereivel; de ezen túl a kíséret ellátása is fontos szerepe ennek a műnek. Plénuma principálokból, mixtúrákból és nyelvekből áll, melyek kiválóan szembeállíthatók a főmű plénumával. Mivel a főműénél bővebb mezúrájú regisztereket tartalmaz, ezért hangja lágyabb és simulékonyabb a többi műénél.
Két eset áll fönn a legalacsonyabb principálregiszter kapcsán. 
1. amennyiben a pedálon 32’, a főművön 16’, a pozitívművön pedig 4’ principál a legmagasabb principál regiszter; akkor a felsőművön 8’ a legalacsonyabb principálregiszter. Amennyiben van 16’ regiszter, akkor az fuvola vagy fedett. Emellett találunk rajta 16’, 8’ és 4’ magas nyelveket is, amely kiegészítve szemben áll a főmű nyelvregisztereivel.
2. amennyiben a pedálművön 16’, a főművön 8’, a pozitívművön 2’, a mellművön pedig 1’ a legalacsonyabb principálregiszter, akkor a felsőművön 4’ magas a legalacsonyabb principál.